# Cattle and Crops
Cattle and Crops est un jeu vidéo de simulation agricole développé par Masterbrain Bytes.